# Zdzimir
Zdzimir, Zdziemir — staropolskie imię męskie, złożone z dwóch członów: Zdzie- (Zdzi-) ("uczynić, zdziałać, zrobić") i mir ("pokój"), czyli "ten, który przysparza pokoju", "przynosi pokój".
Zdzimir, Zdziemir imieniny obchodzi 4 kwietnia.
Odpowiedniki w innych językach:
- staroczeski — Sděmir, Sdimir
- serbsko-chorwacki — Sedemir
- słoweński — Sedemir[1]